# Antonio Chimenti
Antonio Chimenti (Bari, Provincia de Bari, Italia, 30 de junio de 1970) es un exfutbolista italiano. Se desempeñaba en la posición de guardameta.

## Clubes
| Club                 | País   | Año         |
| -------------------- | ------ | ----------- |
| S. S. Sambenedettese | Italia | 1988 - 1991 |
| A. S. Tempio         | Italia | 1991 - 1992 |
| A. C. Monza          | Italia | 1992 - 1993 |
| S. S. Sambenedettese | Italia | 1993        |
| U. S. Salernitana    | Italia | 1993 - 1997 |
| A. S. Roma           | Italia | 1997 - 1999 |
| U. S. Lecce          | Italia | 1999 - 2002 |
| Juventus F. C.       | Italia | 2002 - 2006 |
| Cagliari Calcio      | Italia | 2006 - 2007 |
| Udinese Calcio       | Italia | 2007 - 2008 |
| Juventus F. C.       | Italia | 2008 - 2010 |

## Palmarés

### Campeonatos nacionales
| Título              | Club           | País   | Año     |
| ------------------- | -------------- | ------ | ------- |
| Supercopa de Italia | Juventus F. C. | Italia | 2002    |
| Serie A             | Juventus F. C. | Italia | 2002-03 |
| Supercopa de Italia | Juventus F. C. | Italia | 2003    |